# Kazanlăk
Kazanlăk (in bulgaro Казанлъ̀к?, traslitterazioni alternative: Kazanlak, Kazanlâk, Kazanluk, in tracico: Σευθοπολης (Seuthopolis)) è una città ed un comune bulgaro nella regione di Stara Zagora, situata nella pianura omonima, ai piedi della catena dei monti Balcani, all'estremità orientale della Valle delle rose.
La città è tra i 15 centri industriali più grandi della Bulgaria, con una popolazione di 47 325 persone al febbraio 2011.
La città è il centro dell'estrazione dell'olio di rose e le rose di Kazanlăk sono uno dei simboli nazionali più conosciuti al mondo. Il comune di Kazanlăk conta 89 091 abitanti (dati 2009).

## Località
Il comune è formato dall'insieme delle seguenti località:
- Kazanlăk (Казанлък) (sede comunale)
- Buzovgrad (Бузовград)
- Čerganovo (Черганово)
- Dolno Izvorovo (Долно Изворово)
- Dunavci (Дунавци)
- Enina (Енина)
- Goljamo Drjanovo (Голямо Дряново)
- Gorno Izvorovo (Горно Изворово)
- Gorno Čerkovište (Горно Черковище)
- Hadžidimitrovo (Хаджидимитрово)
- Jasenovo (Ясеново)
- Kănčevo (Кънчево)
- Koprinka (Копринка)
- Krăn (Крън)
- Ovoštnik (Овощник)
- Rozovo (Розово)
- Răžena (Ръжена)
- Srednogorovo (Средногорово)
- Šejnovo (Шейново)
- Šipka (Шипка)

## Architetture civili
- Museo Iskra, con i ritrovamenti archeologici della antica città tracia di Seutopoli
- "Valle dei re Traci", necropoli a nord-est della città